# Lijst van weg- en veldkapellen in Meierijstad
Dit is een onvolledige lijst van veldkapellen in de gemeente Meierijstad. Kapelletjes komen vooral in het zuiden van Nederland voor en werden dikwijls gebouwd ter verering van een heilige.
| Kapel                            | Adres                       | Plaats         | Bouwperiode | Architect                   | Foto |
| -------------------------------- | --------------------------- | -------------- | ----------- | --------------------------- | ---- |
| Sint-Corneliuskapel              | Pastoor van Schijndelstraat | Boerdonk       | 2008        |                             |      |
| Mariakapel                       | De Kuilen                   | Eerde          | 1998        |                             |      |
| Sint-Antoniuskapel               | Antoniusstraat              | Keldonk        | 19e eeuw    |                             |      |
| Kerkhofkapel                     | Begraafplaats, Centrum      | Veghel         |             |                             |      |
| Sint-Antoniuskapel               | Ham                         | Veghel-Ham     |             |                             |      |
| Mariakapel                       | Ham                         | Veghel-Ham     | 1984        |                             |      |
| Mariakapel                       | Meester van de Venstraat    | Zijtaart       | 2010        |                             |      |
| Bedevaartkapel                   | Lieshoutseweg               | Nijnsel        | 20e eeuw    |                             |      |
| Sint-Martinuskapel               | Everse Akkerpad             | Nijnsel        | 2003        |                             |      |
| Sint-Petruskapel                 | Boxtelseweg-Sloophoosweg    | Olland         | 15e eeuw    |                             |      |
| Onze-Lieve-Vrouw ter Troostkapel | Kasteellaan                 | Sint-Oedenrode | Ca. 1949    |                             |      |
| Kerkhofkapel                     | Kerkplein                   | Sint-Oedenrode | 1934        | Marinus Jan Granpré Molière |      |